# Wierzbowo (województwo kujawsko-pomorskie)
Wierzbowo – wieś w Polsce, położona w województwie kujawsko-pomorskim, w powiecie chełmińskim, w gminie Lisewo.
W latach 1975–1998 miejscowość należała administracyjnie do województwa toruńskiego.
Do końca 2010 roku w obrębie Wierzbowa wyróżnione były 4 części miejscowości – Pod Kamlarki, Pod Kobyły, Pod Linowiec i Pod Wabcz, jednak zostały one zniesione z dniem 1 stycznia 2011 roku.
Według Narodowego Spisu Powszechnego (III 2011 r.) wieś liczyła 89 mieszkańców. Jest szesnastą co do wielkości miejscowością gminy Lisewo.
Według rejestru zabytków NID na listę zabytków wpisany jest park dworski z 1 połowy XIX w., nr rej.: A/616 z 26.11.1984.

## Historia
Wierzbowo po raz pierwszy wzmiankowano w 1423 pod nazwą (Wende), wtedy wieś leżała w komturstwie starogrodzkim, właścicielem był Wawrzyniec Franke, który miał 9 łanów chłopskich i był zobowiązany do wystawiania służby dla krzyżaków w zbroi lekkiej. W 1570 miejscowość należała do Jerzego Wierzbowskiego, istniała też karczma. W 1789 właścicielem folwarku w Wierzbowie był Ostrowicki. W 1885 w miejscowości mieszkało 121 osób w 7 domach, działała mleczarnia i owczarnia, hodowano też bydło.

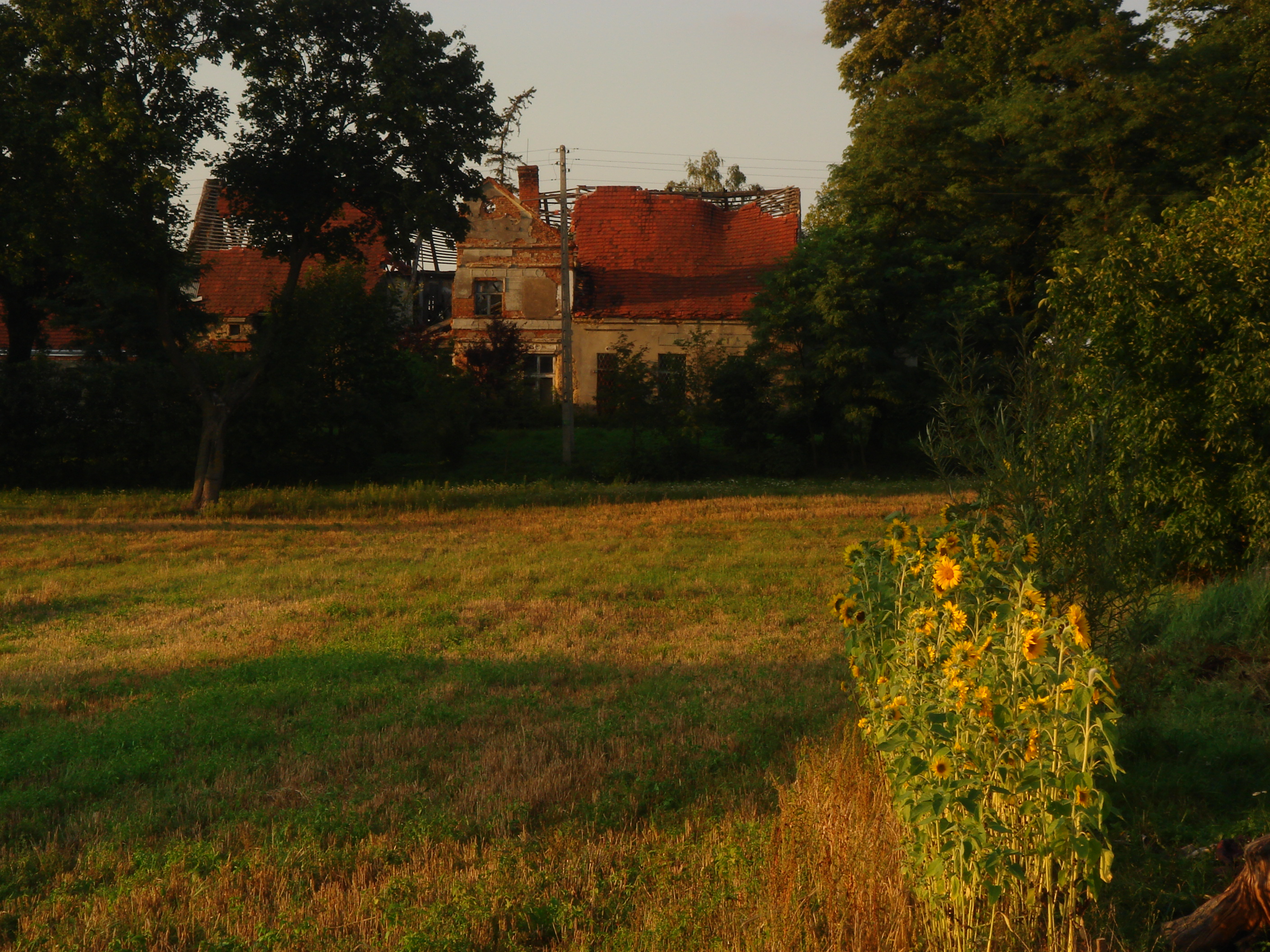
Pałac 2007